# Elecciones generales de Bangladés de 1991
Las elecciones generales de Bangladés de 1991 se llevaron a cabo el 27 de febrero de ese mismo año y resultó en una victoria para el Partido Nacionalista de Bangladés. La participación electoral fue del 55,4%.

## Sistema de gobierno

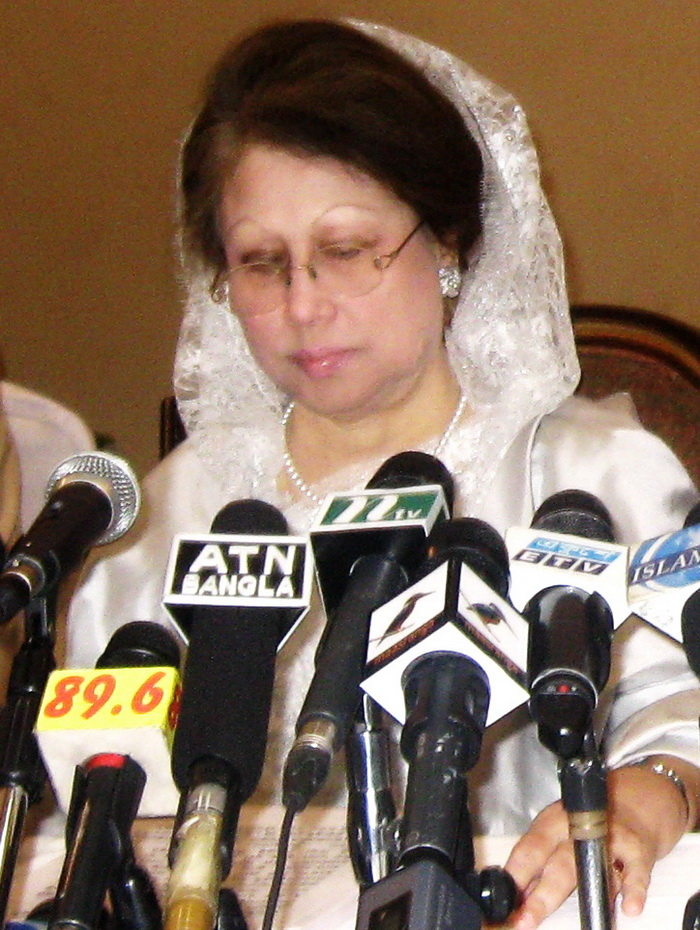
Jaleda Zia, Primer ministro de Bangladés electa por el Parlamento en 1991.

Bangladés es una república parlamentaria. Las elecciones para el parlamento unicameral (conocido como Jatiyo Sangshad) en las que todos los ciudadanos de 18 años o más pueden votar. Actualmente, el parlamento tiene 345 miembros incluyendo 45 puestos reservados para las mujeres, elegidas en distritos electorales. 
El primer ministro, como el jefe de gobierno, elige a los miembros del gabinete y se encarga de los asuntos cotidianos del Estado. El presidente es el jefe de Estado y el comandante en jefe del ejército bengalí, además de que es elegido por el parlamento, mientras que el primer ministro es el líder o jefe del partido mayoritario del Parlamento.

## Partidos políticos
En estas elecciones se enfrentaban las tres principales fuerzas políticas del país: el Partido Nacionalista de Bangladés (BNP) liderado por Jaleda Zia, quien resultare la vencedora y nombrada primer ministro, también está la Liga Awami, encabezada por Sheikh Hasina y el Partido Jatiya (Ershad) (PJ-E), dirigido por Hossain Mohammad Ershad. Estras tres colectividades tenían pretensiones de lograr la jefatura de gobierno.

## Resultados electorales
|  | 30,81 % |

|  | 30,08 % |

|  | 12,13 % |

|  | 11,92 % |

|  | 1,81 % |

|  | 1,19 % |

|  | 0,79 % |

|  | 0,76 % |

|  | 0,45 % |

|  | 0,36 % |

|  | 0,25 % |

|  | 0,19 % |

|  | 4,88 % |

|  | 4,39 % |

|  | 100 % |